# Israeli annual Hebrew song chart
De Israeli annual Hebrew song chart (Hebreeuws: מצעד הפזמונים העברי השנתי) is een jaarlijkse hitlijstwedstrijd in Israël, uitgezonden via radio tijdens Rosh Hashanah. De wedstrijd ontstond in 1963. De wedstrijd somt 52 weken muziek op. Het nummer met een combinatie van de meeste/hoogste hitnotering van het jaar, wordt uitgeroepen tot "Song of the Year".